# Viviana a la medianoche
Viviana a la medianoche fue un programa de medianoche conducido por Viviana Gibelli, transmitido y producido por Univision Communications en conjunto a Venevisión entre 1999 hasta 2001.

## Antecedentes
Según algunos medios, el proyecto original de Viviana a la medianoche no era con ella, sino con Napoleón Bravo y se llamaría Bravo a la medianoche. 
Venevisión debía producir en ese entonces una determinada cantidad de programas para Univisión, del cual la Organización Cisneros era propietario de un porcentaje de dicho canal. 
Después de mucho trabajo, Napoleón grabó su piloto, pero a Univisión no le gustó y pidieron una anfitriona. Y fue solo por esa emergencia que Viviana Gibelli terminó haciendo su show.

## Formato
Era formato programa de medianoche en donde Viviana Gibelli se desenvuelve como animadora y entrevistadora del programa. Este era emitido los lunes, miércoles y viernes a las 12 de la medianoche, siendo uno de los pocos programas producidos por Venevisión en su historia para este horario.
El programa a pesar de haber durado solo 3 años en Venevisión, terminando grabaciones en abril de 2001, se siguió emitido mediante reposiciones en la mañana con el título Viva Viviana.
El programa finalizaría porque era imposible que algo dirigido a los mexicanos de Estados Unidos pudiese calar en Venezuela. En Estados Unidos el programa fue emitido por casi 10 años.

## Elenco
- Viviana Gibelli
- Tania Sarabia
- Carlos Puchi
- Eugenia Adam "La Dra. Mhor Bo"
- Nene Quintero
- Carlos Kolenda
- Liliana Melendez
- Miguel Ángel Landa